# Bala, Wales
Bala (walesiska: Y Bala) är en ort och community i Storbritannien.   Den ligger i kommunen Gwynedd och riksdelen Wales, i den södra delen av landet, 280 km nordväst om huvudstaden London. Bala ligger vid sjön Bala Lake.